# Depression cake
Pour les articles homonymes, voir Dépression.
Le Depression cake par référence à la Grande Dépression, est un type de tarte dont les ingrédients n’incluent ni lait, ni beurre, ni sucre, ni œufs, en raison de la difficulté à obtenir ces ingrédients à cette époque. 

## Ingrédients
En fonction des ingrédients disponibles, le sucre blanc ou brun peut être remplacé par de la mélasse, ou du sel, le beurre par du saindoux, et la farine de blé par de la farine de seigle.
Le bicarbonate de sodium peut se substituer à la levure chimique ou aux œufs. 
Pour remplacer le lait on peut y rajouter du sirop de maïs, de l’eau ou du jus de pomme.
Les fruits les plus couramment utilisés sont les raisins secs, les pruneaux, les pommes, et les poires, ainsi que les noix, les amandes et les noix de pécan.
Des épices peuvent être utilisées, comme la cannelle, le quatre-épices, les clous de girofle ou les noix de muscade.